# 그리프가
그리프가(폴란드어: Gryfici 그리피치[*], 독일어: Greifen 그라이펜[*])는 12세기부터 1637년까지 포메른 공국을 다스린 공작가다. "그리프"란 그리핀이라는 뜻이다. 이 이름은 15세기 이후로 사용되었으며, 그리핀 문장을 상징으로 사용한다고 그 이름이 유래되었다. 
포모제인의 초대 공작은 이 가문 출신의 바르치스와프 1세(1135년)이며, 그를 그리프가의 시조로 친다. 그리프가 출신 인물 중 가장 출세한 이는 1397년 칼마르 연합의 왕이 된 에리크다.  최후의 그리프가 포메른 공작은 보기슬라프 14세로, 30년 전쟁 와중에 죽었다. 전통적인 포메른 지배가문인 그리프가가 단절되면서 포메른 지역은 브란덴부르크-프로이센과 스웨덴에게 동(힌터포메른)서(포어포메른)로 분할된다.
그리프가의 마지막 생존자는 보기슬라프 13세의 딸 크로이 공작부인 안나이며, 1660년 사망했다.